# Robert Wahlberg
Robert George Wahlberg (Dorchester, 18 dicembre 1967) è un attore statunitense.
Fratello maggiore dei più noti Donnie e Mark Wahlberg, ha debuttato nel 1998 nel film Southie.

## Filmografia
- Southie (1998)
- The Exchange (2000)
- Orphan (2000)
- Scenes of the Crime (2001)
- Moonlight Mile - Voglia di ricominciare (Moonlight Mile), regia di Brad Silberling (2002)
- Back to Before (2003)
- Mystic River, regia di Clint Eastwood (2003)
- The Departed - Il bene e il male (The Departed), regia di Martin Scorsese (2006)
- Gone Baby Gone, regia di Ben Affleck (2007)
- On Broadway, regia di Dave McLaughlin (2007)
- Contraband, regia di Baltasar Kormákur (2012)
- The Equalizer - Il vendicatore, regia di Antoine Fuqua (2014)